# Ernst Ludwig Kirchner
Ernst Ludwig Kirchner, född 6 maj 1880 i Aschaffenburg, död 15 juni 1938 i Davos i Schweiz, var en tysk bildkonstnär förknippad med expressionism.

## Biografi
Ernst Ludwig Kirchner studerade arkitektur i Dresden 1901–1905, där han lärde känna Erich Heckel, Karl Schmidt-Rottluff och Fritz Bleyl, med vilka han bildade konstnärsgruppen Brücke 1905. Med Kirchner som ledare och med starka intryck från Paul Gauguin, Edvard Munch, Vincent van Gogh och framför allt den primitiva konsten var Die Brücke den första yttringen av den tyska expressionismen – på ytan påminnande om fauvismen i Paris, men medvetet våldsammare och ett direkt försök att uttrycka mänskliga känslor. Intensiteten i deras konst och filosofi, med djupa rötter i Friedrich Nietzsche, är en parallell till de italienska futuristernas glödande tro på en ny värld.
Konstnären och hans modell (1910) är ett typiskt exempel på Kirchners användning av rena färger, lysande orange och skärt tillsammans, med en skärande synupplevelse som resultat. I sina träsnitt uppnår han samma effekt genom grovheten hos de hårda konturerna, delvis inspirerade av hans beundran för primitiv konst, men med överdrivna förvrängningar. Kirchner flyttade 1911 till Berlin, anslöt sig till Neue Secession och umgicks i kretsarna kring Der Sturm. Hans målningar blev alltmer aggressivt kantiga och dystra i tonen. Fem kvinnor på gatan (1913) är en naken, primitiv skildring av den moderna staden. Han fick ett nervöst sammanbrott under första världskriget och kom 1917 som konvalescent till Davos, där han blev kvar. Hans sena landskap är mer rofyllda, som renast fördjupade formstudier (1921–1925), vilka blev alltmer abstrakta. 
Kirchners verk hörde till dem som användes redan våren och sommaren 1933, strax efter det nazistiska maktövertagandet, i flera olika lokala utställningar, för att slå mot den moderna bildkonstens utforskande av uttrycksformer, vilket uppfattades som främmande för den tyska folksjälen, enligt makthavarna. I Mannheim anordnades utställningar som hette Kulturbolschewistische Bilder och Schreckenskammer ["Skräckkammare"], i Chemnitz en som hette Kunst, die nicht aus unserer Seele kam ["Konst som inte är kommen ur vår själ"] och i Dresden den allra första utställningen med namnet Entartete Kunst. I juli 1937 uteslöts Ernst Ludwig Kirchner ur Preussische Akademie der Künste av de nazistiska myndigheterna. Samma månad beslagtog propagandaministeriet alla verk av honom på tyska museer, för att de betraktades som entartete Kunst. Det var 52 målningar, 606 grafiska blad, 27 akvareller, 3 skulpturer, 3 textilarbeten och 57 teckningar. 32 av dessa verk visades på den avsiktligt nedsättande vandringsutställningen Entartete Kunst åren 1937–1941, bland annat hans Självporträtt som soldat (1915). Konstnären drabbades av depression. En tilltagande förtvivlan över den politiska och samhälleliga utvecklingen i Tyskland bidrog förmodligen till att han 1938 begick självmord.
Kirchner finns representerad vid bland annat Moderna museet, Nasjonalmuseet, Statens Museum for Kunst, British Museum, Victoria and Albert Museum, Museum of Modern Art, Metropolitan Museum, Art Institute of Chicago, San Francisco Museum of Modern Art, Österreichische Galerie Belvedere, San Francisco Museum of Modern Art, Minneapolis Institute of Art, Tate Modern, National Gallery of Art, Saint Louis Art Museum, Städel, Nelson-Atkins Museum of Art, Thyssen-Bornemisza-museet och Kirchner Museum Davos.

## Målningar

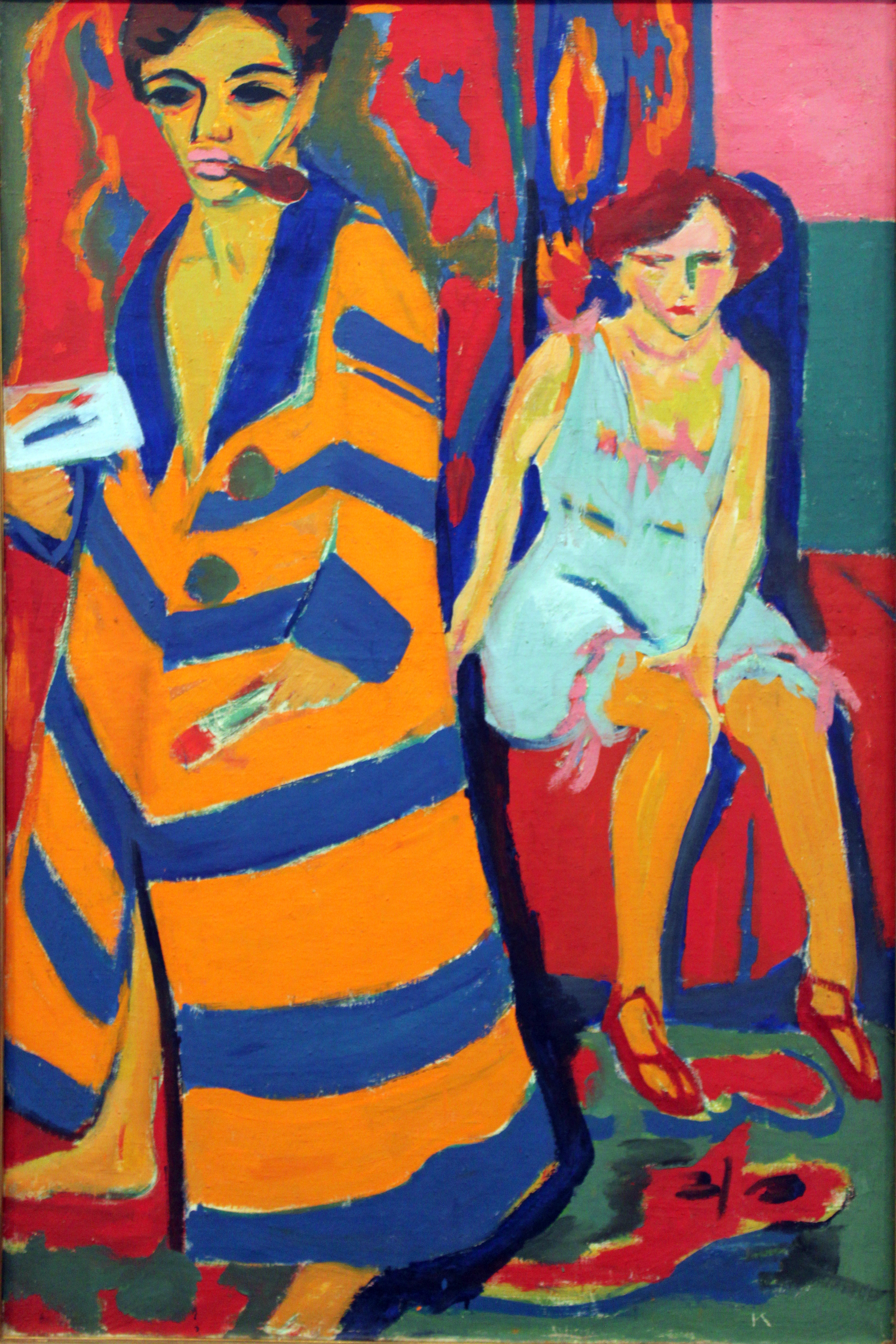
Maler und Modell / Konstnären och hans modell (1910; ytterligare bearbetad 1926), olja på duk, 150 x 100 cm, Hamburger Kunsthalle.
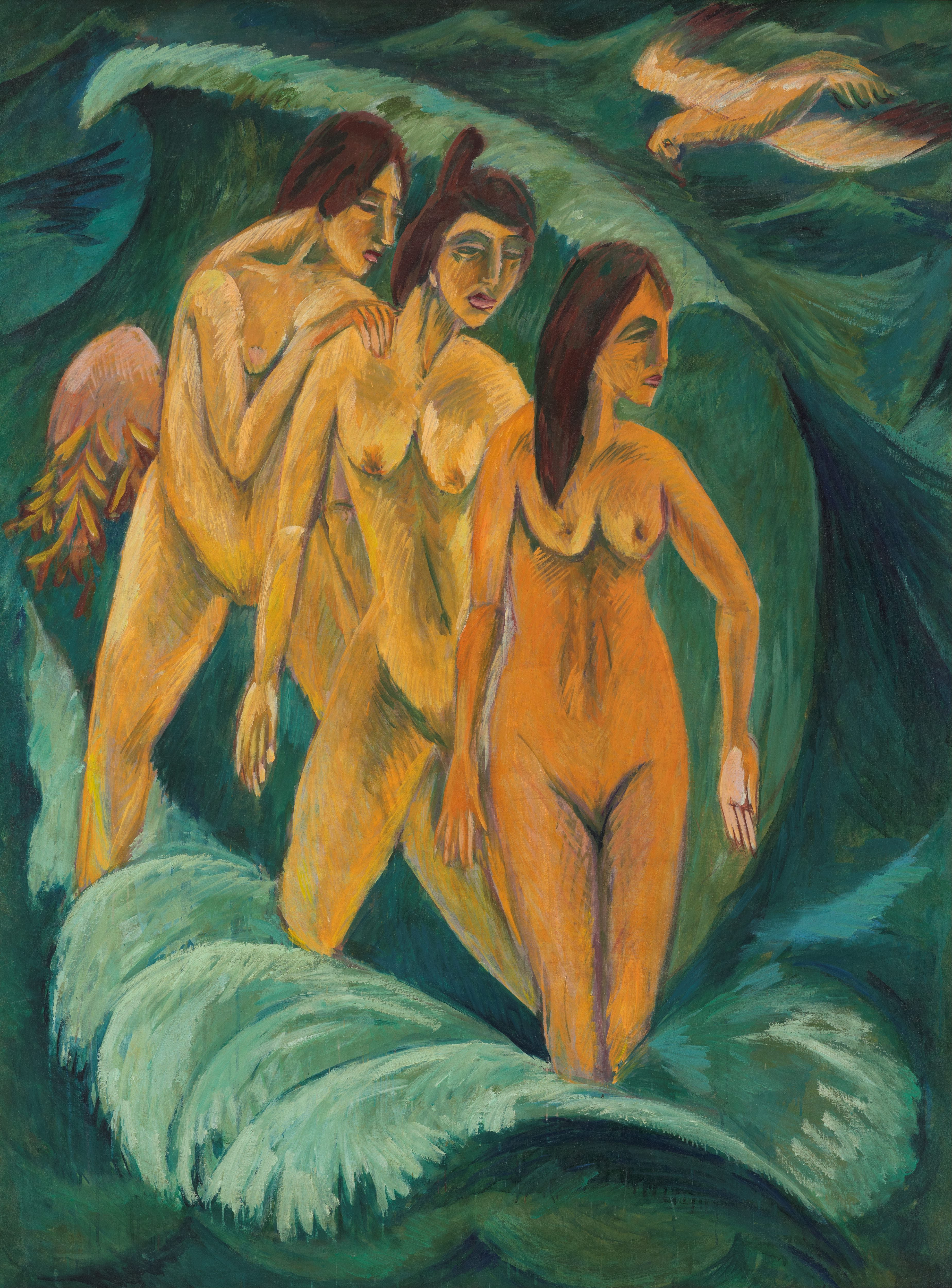
Drei Badende (1913), olja på duk, 290 x 150 cm. Beslagtagen  i augusti 1937 ur staden Düsseldorfs konstsamlingar, dit den skänkts av en samlare från Erkrath 1928. Köptes för 55 dollar ur Schloss Schönhausens lager av konsthandlaren Karl Buchholz i december 1939 och fördes över till Buchholz Gallery i New York 1940. Där köptes den 1955 av en samlare och tillhör Art Gallery New South Wales i Sydney sedan 1984.
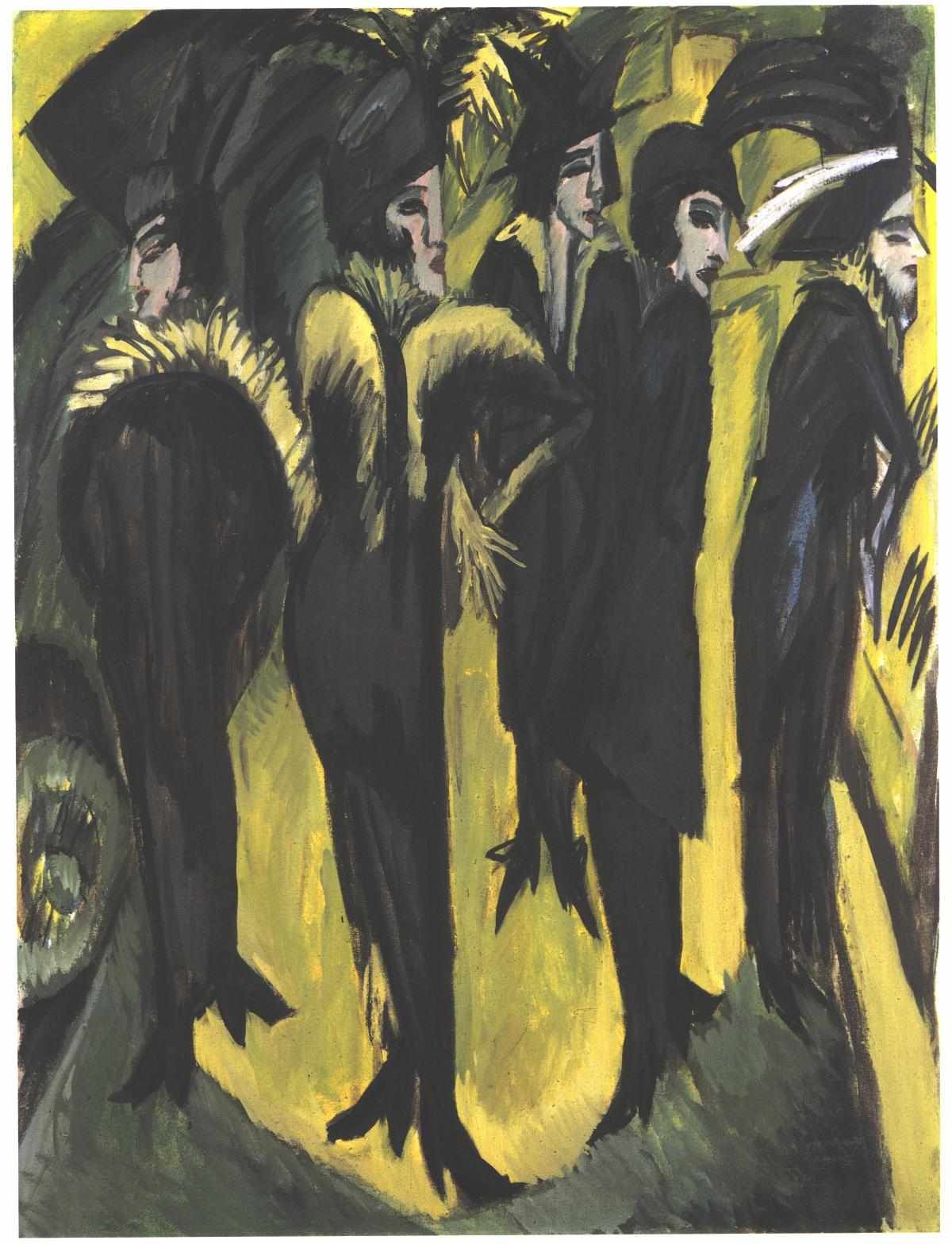
Fünf Frauen auf der Straße / Fem kvinnor på gatan (1913), olja på duk, 120 x 90 cm. Beslagtagen på Museum Folkwang 1937 och visad på vandringsutställningen Entartete Kunst 1937–1938. Tillhör sedan 1976 Museum Ludwig.
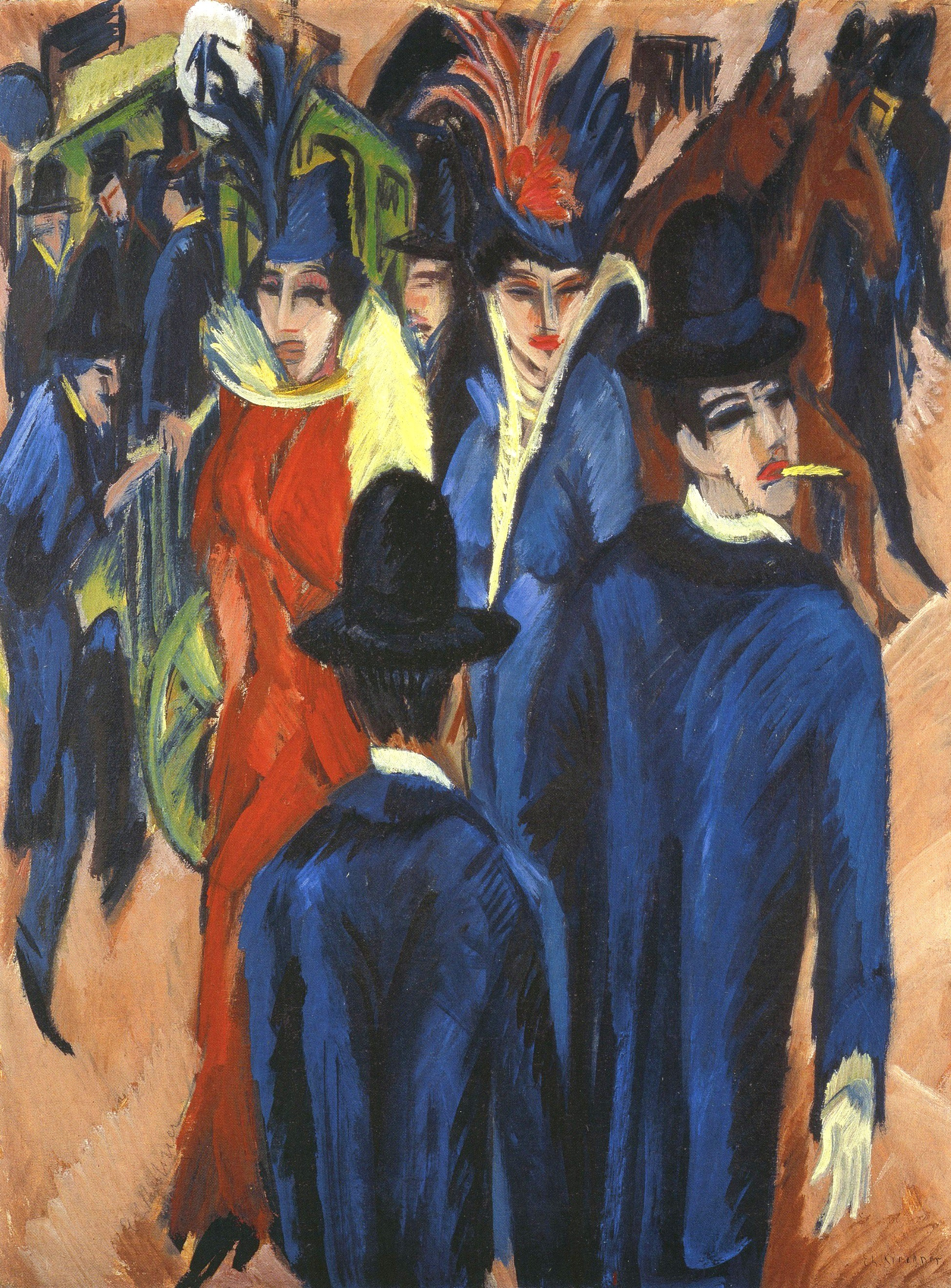
Berliner Straßenszene / Gatuscen i Berlin (1913). Neue Galerie New York.
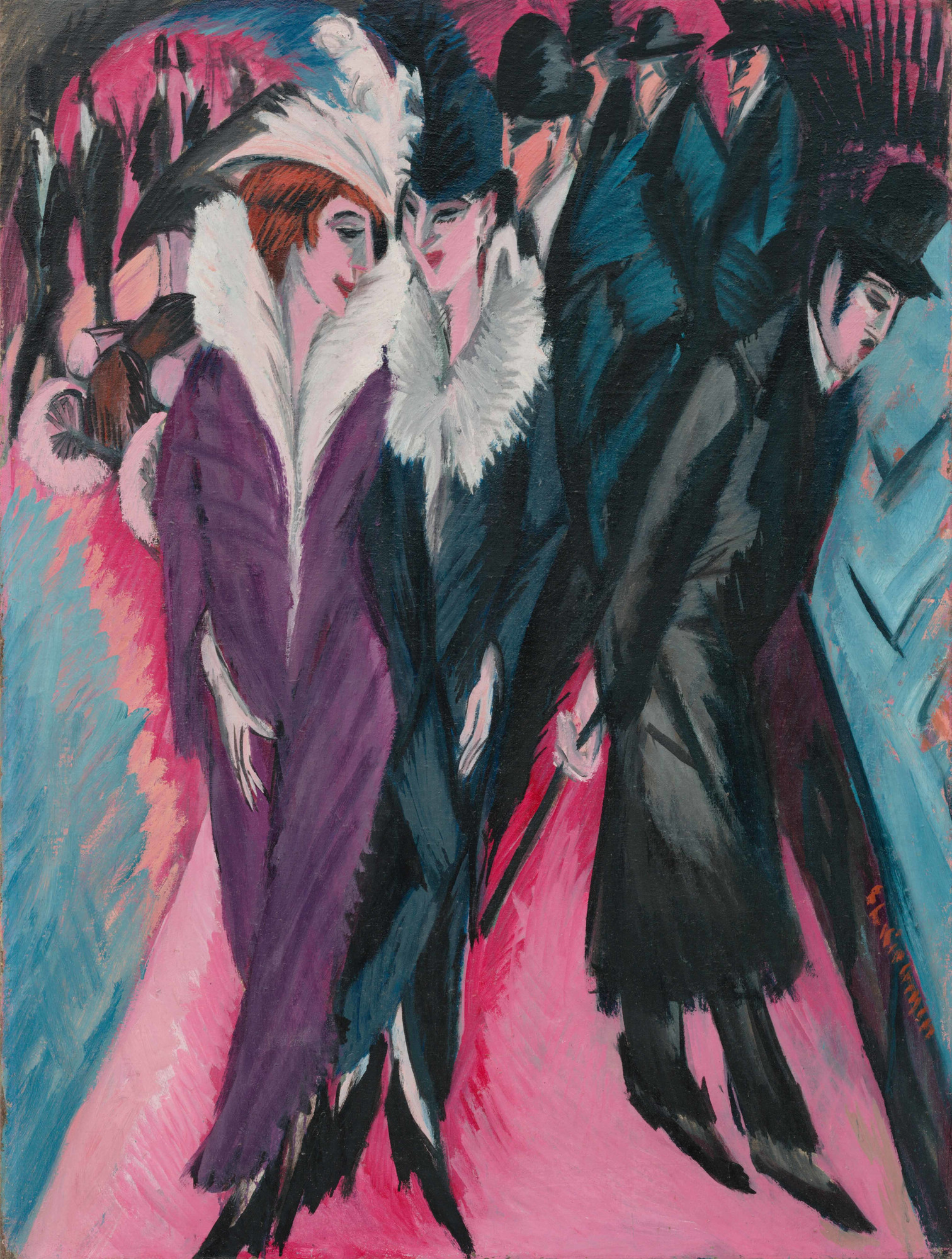
Rosa Straße mit Auto / Rosa gata med bil (1913), olja på duk, 120,5 x 91 cm. Beslagtagen på Kronprinzenpalais i Berlin 1937 och visad på vandringsutställningen Entartete Kunst 1937–1938. Köptes därefter av konsthandlaren Karl Buchholz i Berlin för 160 dollar och fördes över till Buchholz Gallery i USA. Deltog där i utställningen Contemporary German Art i Boston från november 1939. Inköptes av Museum of Modern Art där den ännu finns.
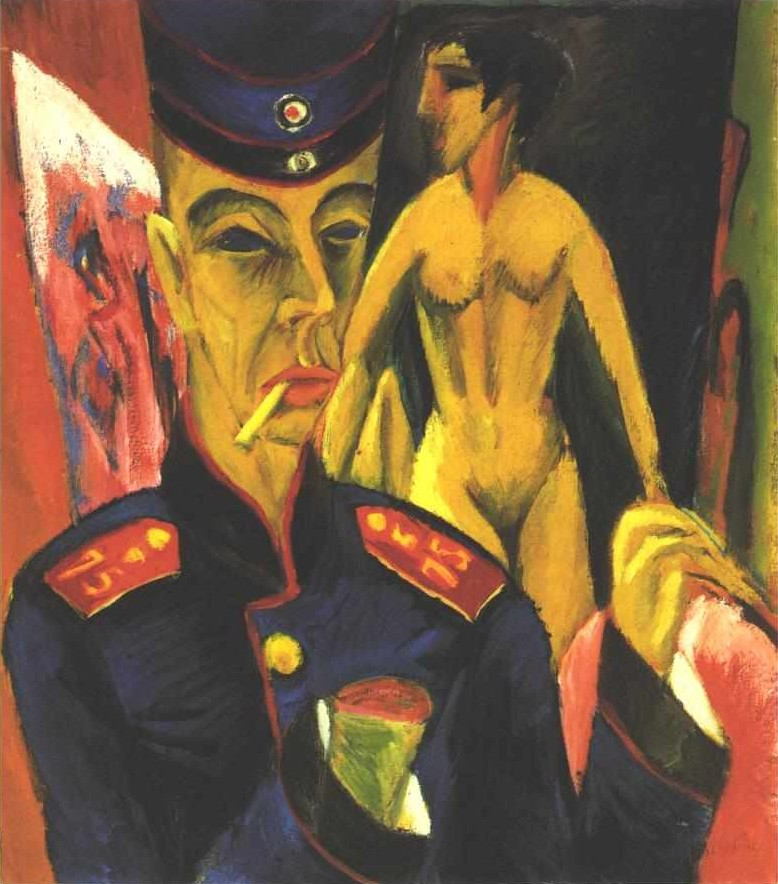
Selbstbildnis als Soldat / Självporträtt som soldat (1915), olja på duk, 69 x 61 cm. Beslagtagen redan i oktober 1936 på Städel Museum. Ingick i en stor antibolsjevistisk propagandautställning kallad Der Bolschewismus - große antibolschewistische Schau i München 1936-1937. Därefter visad på vandringsutställningen Entartete Kunst, först i München, sedan i Berlin, Leipzig, Düsseldorf (1937–1938). Galerie Ferdinand Möller bytte 1941 till sig den ur Schloss Schönhausens lager ihop med ytterligare åtta målningar mot målningen Gewitterlandschaft av den tyska romantikens målare de:Ernst Ferdinand Oehme och med 100 riksmark emellan.[41] Nu återfinns den på Allen Memorial Art Museum i Oberlin, Ohio.
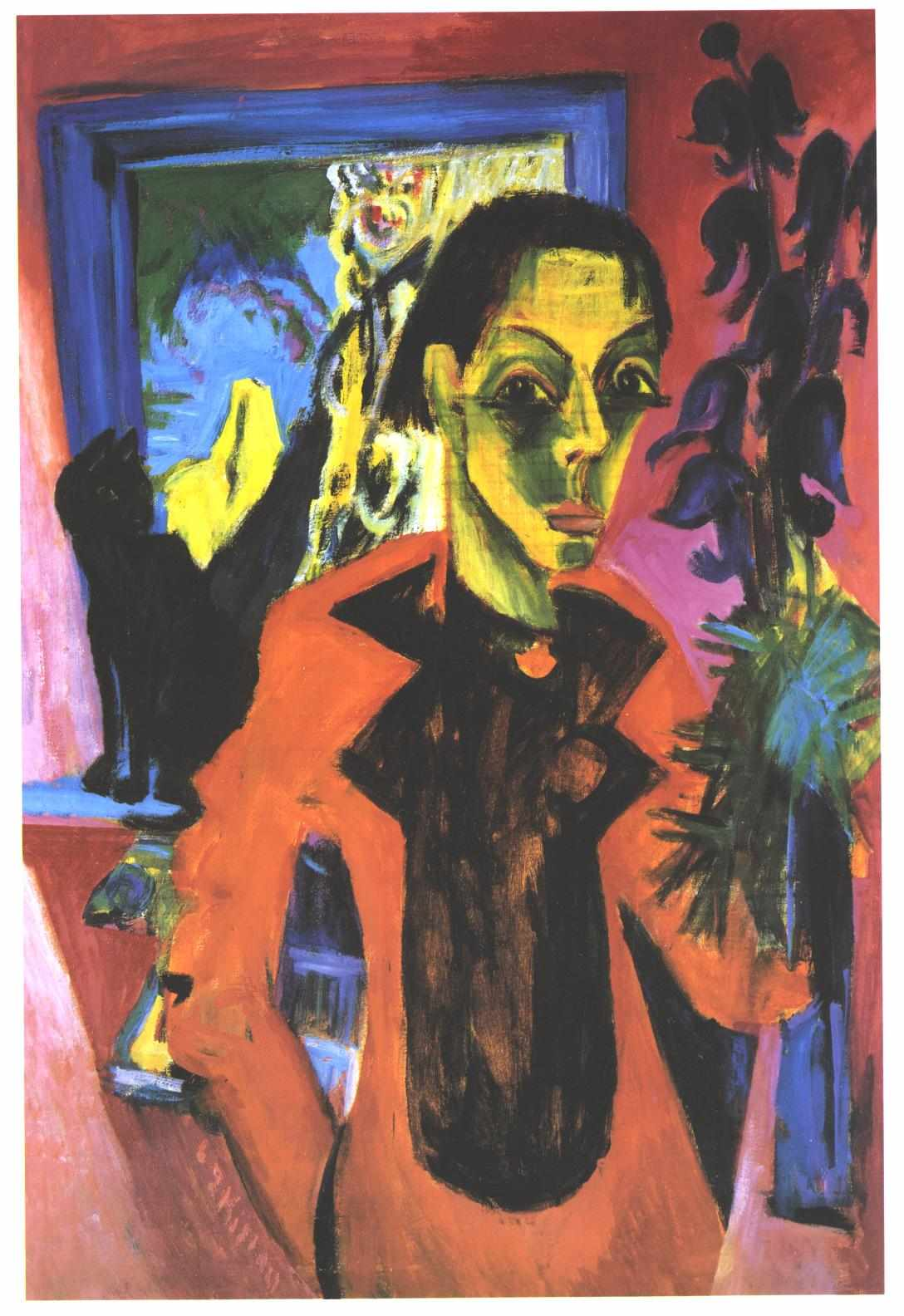
Selbstporträt mit Katze (1920), olja på duk, 120 x 85 cm. Beslagtagen i augusti 1937 på Museum Folkwang i Essen där den funnits sedan 1929. Användes på två stationer av vandringsutställningen Entartete Kunst, i Düsseldorf och Salzburg sommaren och hösten 1938. Förvärvades genom byte från propagandaministeriets lager av Galerie Ferdinand Möller i mars 1940 och såldes 1941 till en samlare i Berlin. 1950 såldes målningen vidare genom Erhard Weyhe Gallery i New York till Busch-Reisinger Museum i Cambridge, Massachusetts, vilket hör till Harvard University Art Museums.
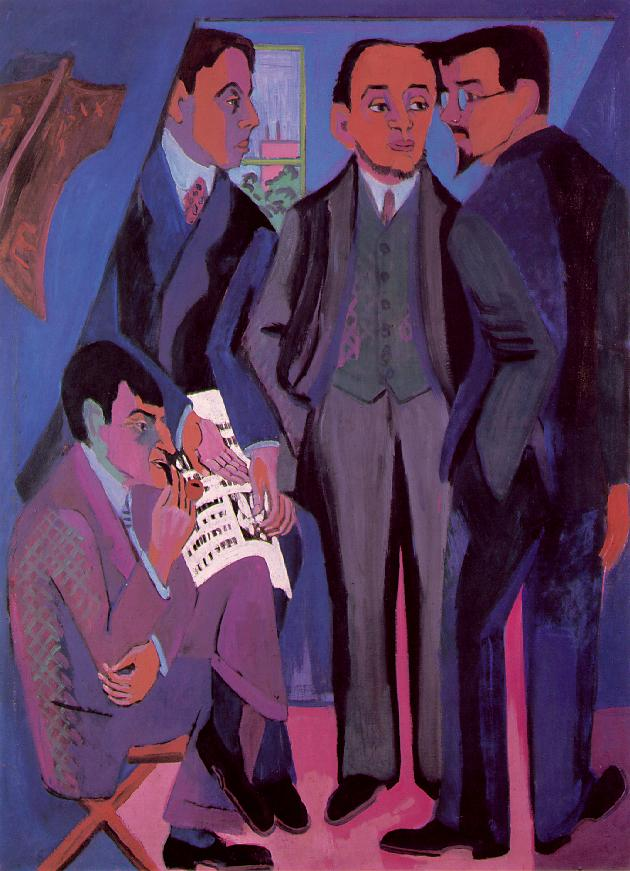
Eine Künstlergemeinschaft (1926-27), olja på duk, 168 x 126 cm. Beslagtagen på Kronprinzenpalais i Berlin 7 juli 1937 där den funnits sedan 1928. Visades på utställningen Entartete Kunst under titeln Meister der Brücke / Brückes mästare. Galerie Ferdinand Möller bytte till sig målningen 1940 ur propagandaministeriets lager på Schloss Schönhausen mot okänt vad och med 500 riksmark emellan. Såldes till Wallraf-Richartz-Museum i Köln 1952 och övertogs 1976 av Museum Ludwig i samma stad.